# Poix-de-Picardie
 Poix-de-Picardie  es una comuna y población de Francia, en la región de Picardía, departamento de Somme, en el distrito de Amiens. Es la cabecera y mayor población del cantón de su nombre.
Su población en el censo de 1999 era de 2.285 habitantes, incluyendo la commune associée de Lahaye-Saint-Romain (283 habitantes).
Está integrada en la Communauté de communes du Sud-Ouest Amiénois, de la que es la mayor población.

## Demografía
| 1470 | 1775 | 2172 | 2267 | 2191 | 2285 |
| Para los censos de 1962 a 1999 la población legal corresponde a la población sin duplicidades (Fuente: INSEE [Consultar]) |      |      |      |      |      |